# Tyrystory MCT

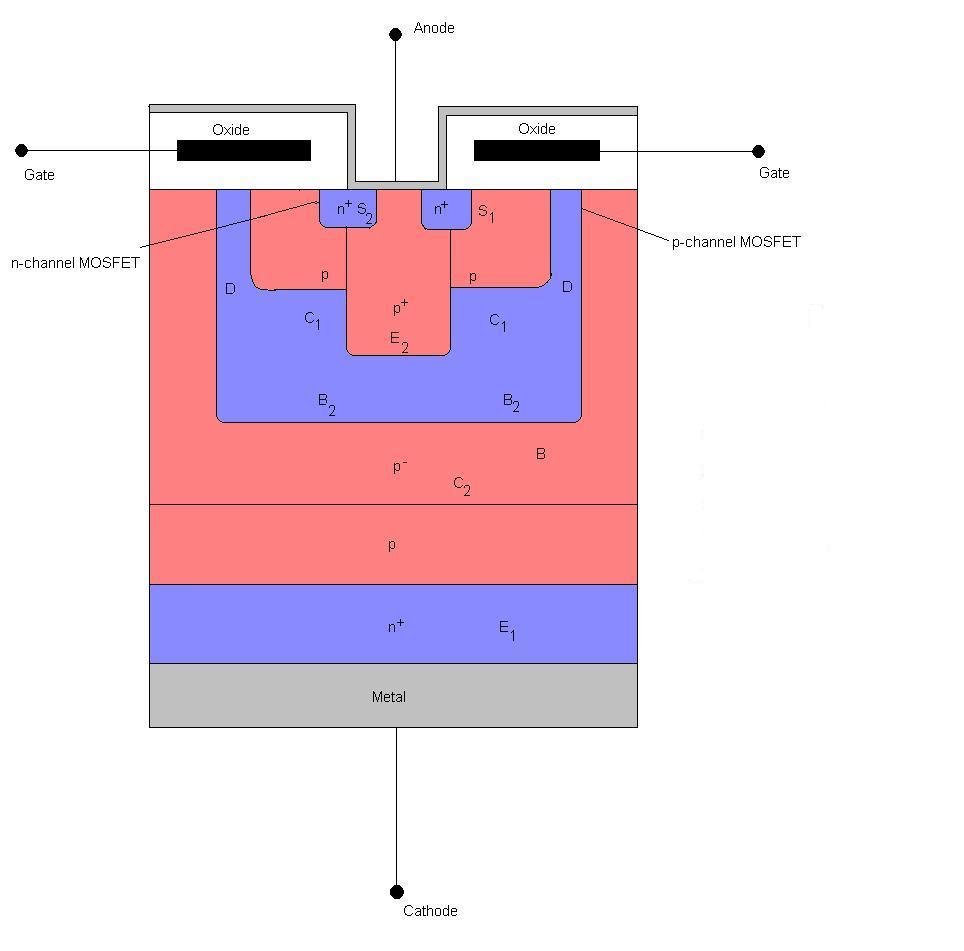
Budowa tyrystora MCT

Tyrystor MCT (MOS Controlled Thyristors) – przyrząd półprzewodnikowy, który w jednej strukturze łączy właściwości czterowarstwowego tyrystora w pełni wyłączalnego i wejściowego tranzystora MOS. Mają one nie tylko wszystkie korzystne cechy tyrystora wyłączalnego GTO, ale ponadto sterowanie ich odbywa się za pośrednictwem bramki o dużej rezystancji i nie wymagają dużych wejściowych sygnałów prądowych w procesie wyłączania. Wytwarzane obecnie tyrystory MCT mają właściwości bardzo atrakcyjne dla użytkowników, a mianowicie mały spadek napięcia w stanie przewodzenia, mniejszy nawet od BJT i IGBT.
Podobnie jak tranzystory polowe mocy MOSFET, również tyrystory MCT mają budowę komórkową. W jednej konstrukcji monolitycznej, wykonanej w technice scalonej, jest duża liczba równolegle połączonych identycznych komórek, np. element 100 A, 1000 V ma 105 elementów. Element ten obecnie znajduje się w fazie rozwojowej i dlatego trudno wyrokować o jego przyszłych zastosowaniach.